# Rothia nigrescens
Rothia nigrescens là một loài bướm đêm trong họ Noctuidae.